# 期盼
〈期盼〉是美国DJ兼制作人二人组烟鬼组合的一首歌曲。这首歌曲在2018年12月14日通过破坏者唱片和哥伦比亚唱片发行，威諾納·奧克客串该歌曲。

## 背景与评价
〈期盼〉作为烟鬼组合第二张录音室专辑《厌世男孩》的最后一首单曲发行。这首歌的主题是关于“一个人对被爱的渴望”。
Dancing Astronaut认为，“富有节奏感而又轻快的合成器片段既使这首歌听起来有热带浩室的感觉，又为主歌中来自安德鲁·塔格特和威諾納·奧克的人声增添了舒缓的背景。”

## 音樂錄影帶
这首歌的音樂錄影帶在2018年12月14日发行。在录影带中，烟鬼组合和威諾納·奧克“躺在被色彩斑斓的闪光灯照射的地板上”，穿着“棕褐色风衣和红色法兰绒衬衫”的奥克是录影带的主角。

## 榜单成绩
| 榜单（2018–2019年）                          | 最高 位次 |
| -------------------------------------------- | --------- |
| 澳大利亚（澳大利亚唱片业协会單曲榜）         | 36        |
| 奥地利（Ö3四十强单曲榜）                     | 56        |
| 比利时佛兰德（Ultratip榜外單曲榜）           | 8         |
| 比利时瓦隆（Ultratip榜外單曲榜）             | 30        |
| 加拿大（Canadian Hot 100）                   | 64        |
| 捷克（百強數位單曲榜）                       | 20        |
| 匈牙利（四十強串流榜）                       | 10        |
| 爱尔兰（爱尔兰唱片音乐协会）                 | 20        |
| 拉脱维亚（拉脱维亚四十强单曲榜）             | 6         |
| 马来西亚（馬來西亞唱片業協會）               | 19        |
| 荷兰（百强单曲榜）                           | 70        |
| 新西兰（新西兰官方音乐榜）                   | 27        |
| 挪威（世界之路榜单）                         | 40        |
| 葡萄牙（葡萄牙唱片業協會单曲榜）             | 48        |
| 罗马尼亚（电台百强单曲榜）                   | 5         |
| 羅馬尼亞（羅馬尼亞電台榜）                   | 2         |
| 新加坡（新加坡唱片業協會）                   | 13        |
| 斯洛伐克（電台百強單曲榜）                   | 32        |
| 斯洛伐克（百強數位單曲榜）                   | 9         |
| 瑞典（瑞典最热榜）                           | 63        |
| 瑞士（瑞士热门音乐榜）                       | 71        |
| 英國（官方榜单公司單曲榜）                   | 89        |
| 美国（《告示牌》Bubbling Under Hot 100）     | 24        |
| 美國（《告示牌》Hot Dance/Electronic Songs） | 7         |